# Sam Huurman
Sam Huurman (10 mei 2001) is een Nederlands basketballer.

## Carrière
Huurman speelde in de jeugd van Oostende en verliet in 2020 de tweede ploeg om bij de Belgische eersteklasser Limburg United te tekenen. Het seizoen erop tekende hij bij het Nederlandse Den Helder Suns waar hij twee seizoenen speelde. In de zomer van 2023 tekende hij bij de Belgische eersteklasser Leuven Bears. Eind september 2024 verliet hij de Bears nadat hij geen speelkansen meer zou krijgen en tekende bij het Nederlandse ZZ Leiden.